# Shine on Brightly
Shine on Brightly är ett musikalbum av Procol Harum som lanserades 1968. Skivan är kanske mest noterbar för den sjutton minuter långa kompositionen "In Held Twas and I", vars uppbyggnad med olika sektioner senare under 1970-talet kom att bli vanlig inom progressiv rock. Spåret dominerade skivsida b på vinylutgåvorna. Albumet listnoterades inte i Storbritannien men blev en hyfsat stor framgång i USA. Senare CD-utgåvor inkluderar singeln "Homburg" som ursprungligen inte gavs ut på album.

## Låtlista
1. "Quite Rightly So" - 3:40
2. "Shine on Brightly'" - 3:32
3. "Skip Softly (My Moonbeams)" - 3:47
4. "Wishing Well" - 3:18
5. "Rambling On" - 4:31
6. "Magdalene (My Regal Zonophone)" - 2:50
7. "In Held 'Twas in I": - 17:31

- a) "Glimpses of Nirvana"
- b) "'Twas Teatime at the Circus"
- c) "In the Autumn of My Madness"
- d) "Look to Your Soul"
- e) "Grand Finale"

## Listplaceringar
- Billboard 200, USA: #24[1]